# Schlacht von Ramnagar

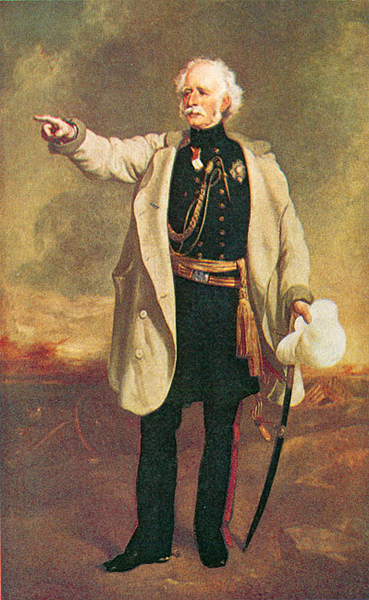
Hugh Gough, 1. Viscount Gough

Die Schlacht von Ramnagar war eine militärische Auseinandersetzung am 22. November 1848 zwischen der Britischen Ostindien-Kompanie und der Sikh-Armee des Punjab im Zweiten Sikh-Krieg.

## Vorgeschichte
Nach Ausbruch des Zweiten Sikh-Kriegs hatten sich die Aufständischen nach kleineren Gefechten nach Multan zurückgezogen, wo sie belagert wurden. Der Sikh-Führer Sher Singh war derweil nach Norden marschiert und hatte dort eine Streitmacht zusammengestellt.
Um diese zu bekämpfen, hatten bereits am 9. November 1848 britische Kräfte den Sutlej überschritten. Einen Tag später marschierte Generalleutnant Hugh Gough mit seiner aus 21 Bataillonen Infanterie, 12 Regimentern Kavallerie und 11 Batterien bestehenden Hauptarmee aus Lahore ab.
Am 22. November stießen die Briten auf die sich über den Chanab zurückziehende Armee Sher Singhs.

## Verlauf
Die meisten Sikhs hatten bereits auf dem rechten Flussufer Stellung bezogen, während ein Teil noch auf dem Marsch war. Die Briten griffen letzteren an und fügten dem Gegner schwere Verluste zu. Allerdings war die britische Artillerie zu weit vorgerückt und mit den Geschützen im Sand stecken geblieben. Die Sikh-Artillerie eröffnete das Feuer, während eine Kavallerieeinheit versuchte, die Geschütze zu erobern. Der Angriff wurde abgeschlagen, wobei Brigadier Charles Robert Cureton getötet wurde. Die Briten verloren 86 Mann.
Nach diesem Gefecht beschloss Gough, auf seine schwere Artillerie zu warten, die aber erst am 27. November eintraf. Nun befahl Gough Generalmajor Joseph Thackwell, flussaufwärts den Chanab zu überqueren und die linke Flanke Sher Singhs anzugreifen, während er die Sikhs frontal angreifen würde, falls es seiner Artillerie gelänge, die feindlichen Geschütze auszuschalten.
Thackwell gelang die Flussüberquerung mit Booten, erhielt aber den Befehl, vor einem Angriff noch Verstärkungen abzuwarten. Sher Singh wendete seine Truppen Thackwell zu und eröffnete am 3. Dezember bei Sadullapur das Feuer, zog sich aber in der Nacht zurück. Die Briten verloren hierbei 73 Mann.

## Folgen
Die Sikhs zogen sich geordnet auf den Jhelam zurück, wo sie erneut in Stellung gingen. Hier kam es am 13. Januar zur Schlacht von Chilianwala.
Gough wurde für seine Entscheidungen stark kritisiert, da der Feind den Fluss überquert hatte und sich nun in unwirtlichem Gebiet befand, was die Versorgung seiner Truppen sehr schwierig gemacht hätte. Gough hätte einfach auf den Fall Multans warten und sich mit den dortigen Truppen vereinigen können, um Sher Singh unter besseren Vorzeichen entgegentreten zu können.